# 民主同盟
民主同盟（みんしゅどうめい、英語: Democratic Alliance, アフリカーンス語: Demokratiese Alliansie）は、南アフリカ共和国の政党である。党首は、ジョン・スティーンハイゼン。DAの日本語訳について日本外務省では「民主連合」を使用している。

## 概要

2014年議会選挙における地域別で見た民主同盟の支持割合。南西部など青色が濃い地域で民主同盟への支持が高い事が分かる

アパルトヘイト時代に白人リベラル政党（アパルトヘイトと共産主義の両方に反対し、自由主義と個人主義を支持）として活動してきた進歩党をルーツとしている。アフリカ民族会議（ANC）に次ぐ議席を持つ政党で、ケープタウンに本部を置く。ケープタウン市議会ではANCを抑えて第1党であり、党首のツィレが2009年まで市長を務めていた（2009年からは西ケープ州知事）。「白人支配政党」と揶揄されることが多く、民主化後の10数年間はDA支持者の大半が白人であったが、近年は、カラードを中心とした非白人にも支持が拡大しており、黒人の党首も誕生している。

## 歴史
1999年の総選挙において、野党の新国民党（NNP）は議席を大きく減らす一方、アフリカ民族会議（ANC）に対する批判票の受け皿として民主党(DP)が躍進した。しかし上下両院とも依然としてANCが6割近い議席を確保していた。
2000年、地方選挙法の成立により地方議会における党籍変更が認められたことから、地方選挙対策としてNNPとDPは選挙連合を行うことで合意し、新党『民主同盟（DA）』を結成した。しかし、新党は地方議会に限定した連合で、上下両院と州議会ではDPとNNPの統合は見送られた。党首にはDP党首のトニー・レオン、副党首にNNP党首のファン・シャルクウィクが就任した。
当初はANCへの対抗から平静を保っていたが、リベラル派のDPと保守主義を主張するNNPとの対立は次第に表面化し、わずか1年でシャルクウィクはDAからの離脱を表明した。しかし、NNP支持者の多くはDAに残るとともにDPがDAに全面的に合流、野党第1党としての地位を確立した。
その後も野党勢力の結集を目指した取組みを続け、2010年8月には独立民主党（en:Independent Democrats）と統合することに合意。IDは2011年地方選挙ではDA候補として選挙活動を行い、2014年総選挙以降はDAに吸収されることになった。同時に「白人政党」とのイメージを払拭するため、2011年10月に若手の黒人女性政治家であるリンディエ・マジブコを議会党首に起用、12年11月の第5回党大会を前に元ANC党員で東ケープ州の首相も務めたノシモ・バリンデラ（国民会議所属議員）を移籍させるなど、有能な黒人の取り込みも進めた。
2014年1月28日、ツィレ党首は5月に行われる総選挙において南アを代表する有識者で新党「Agang（建設）」を結成したマンペラ・ランペレ（黒人意識運動の発起人でアパルトヘイト政権に殺害されたスティーブ・ビコのパートナー）をDAの大統領候補とすることを発表した。しかし、DAからはランペレの入党意思が不明確だと指摘され、Agangからもランペレに対する批判が出た結果、1週間も経たない2月2日にDAとAgangの選挙協力は破棄された。5月に行われた総選挙では、22.23%の支持を得て国民議会400議席中89議席を獲得、2009年選挙との比較では5%余り支持を増やし22議席増となり躍進した他、西ケープ州の政権維持にも成功した。
2015年5月10日、黒人のミュシ・マイマネを党首に選出した。黒人が同党の党首に選ばれたのは初めて。
2016年8月に行われた地方議会選挙では、8つの大都市自治体のうち、これまで第一党を維持してきたケープタウンを含めた7か所で得票を増やし、ケープタウンとツワネ、ネルソン・マンデラ・ベイでは議席数でANCを上回った。この結果、行政首都であるツワネと南ア最大の産業都市であるジョハネスバーグでDA出身の市長が誕生、従来から市長の座を維持してきたケープタウンを含め3つの大都市自治体市長のポストを担うことになった。
2024年5月29日に行われた総選挙でANCがアパルトヘイト撤廃以来初めて過半数割れした。DAは87議席を獲得し第2党。6月15日、ANCと連立政権を組むことで合意。6月30日にANCやDAなど11党による連立政権の閣僚32人が発表され、DAはスティーンハイゼン党首が農相で入閣するなど計6ポストを確保した。

## 政策
自由主義政党として非人種主義を採り、全ての人種に等しい機会を与えるとの考えの下、アファーマティブ・アクションの様な特定人種を基盤とした政策については反対姿勢を貫いてきた。しかし、2013年の雇用均等法改正でマジブコを初めとするDA幹部が賛成票を投じたことをめぐる混乱では、当時のツィレ党首が「人種を無視することは出来ない」とする見解を発表するなど、伝統的な非人種主義に揺らぎも見えている。

## 役員
- 党首 - ミュシ・マイマネ（英語版）
- 議会党首[20] - ミュシ・マイマネ
- 下院議員団長 - アソル・トロリップ（英語版）

## 歴代党首
| 代 | 党首                       | 党首                       | 就任日          | 退任日          | 備考                                                                                   |
| -- | -------------------------- | -------------------------- | --------------- | --------------- | -------------------------------------------------------------------------------------- |
| 1  | トニー・レオン             | トニー・レオン             | 2000年          | 2007年 5月5日   | 下院議員                                                                               |
| 2  | ヘレン・ツィレ             | ヘレン・ツィレ             | 2007年 5月6日   | 2015年 5月9日   | - ケープタウン市長 （2006年～2009年） - 西ケープ州知事（2009年～）                     |
| 3  | ミュシ・マイマネ           | ミュシ・マイマネ           | 2015年 5月10日  | 2019年 10月24日 |                                                                                        |
| 4  | アンネリー・ロトリエット   | アンネリー・ロトリエット   | 2019年 10月24日 | 2019年 10月27日 | フリーステイト州議員 （2009年5月～）                                                   |
| 5  | ジョン・スティーンハイゼン | ジョン・スティーンハイゼン | 2019年 10月27日 |                 | - クワズール・ナタール州議会議員 (2009年4月～2011年7月） - 国民議会議員（2011年7月～） |